# Максимільян Ентруп
Максимільян Ентруп (нім. Maximilian Entrup, нар. 25 липня 1997, Відень) — австрійський футболіст, нападник клубу «Гартберг».
Виступав, зокрема, за клуб «Рапід» (Відень), а також національну збірну Австрії.

## Клубна кар'єра
Народився 25 липня 1997 року в місті Відень.
У дорослому футболі дебютував 2015 року виступами за команду «Флорісдорфер», у якій провів один сезон, взявши участь у 18 матчах чемпіонату. 
Протягом 2016—2017 років захищав кольори клубу «Рапід-2» (Відень).
Своєю грою за останню команду привернув увагу представників тренерського штабу клубу «Рапід» (Відень), до складу якого приєднався 2016 року. Відіграв за віденську команду наступний сезон своєї ігрової кар'єри.
Згодом з 2017 по 2023 рік грав у складі команд «Санкт-Пельтен», «Лафніц», «Трайзкірхен» та «Мархфельд Донауауен».
До складу клубу «Гартберг» приєднався 2023 року. Станом на 12 березня 2024 року відіграв за команду з Гартберга 16 матчів в національному чемпіонаті.

## Виступи за збірну
У 2023 році дебютував в офіційних матчах у складі національної збірної Австрії.
| Дата       | Місто  | Господарі | Результат | Гості     | Турнір           | Голи | Примітки |
| ---------- | ------ | --------- | --------- | --------- | ---------------- | ---- | -------- |
| 21-11-2023 | Відень | Австрія   | 2 – 0     | Німеччина | товариський матч | -    | 89'      |
| 26-3-2024  | Відень | Австрія   | 6 – 1     | Туреччина | товариський матч | 1    | 82'      |
| 4-6-2024   | Відень | Австрія   | 2 – 1     | Сербія    | товариський матч | -    | 78'      |
| Усього     |        | Матчів    | 3         |           | Голів            | 1    |          |